# Ganyra josephina

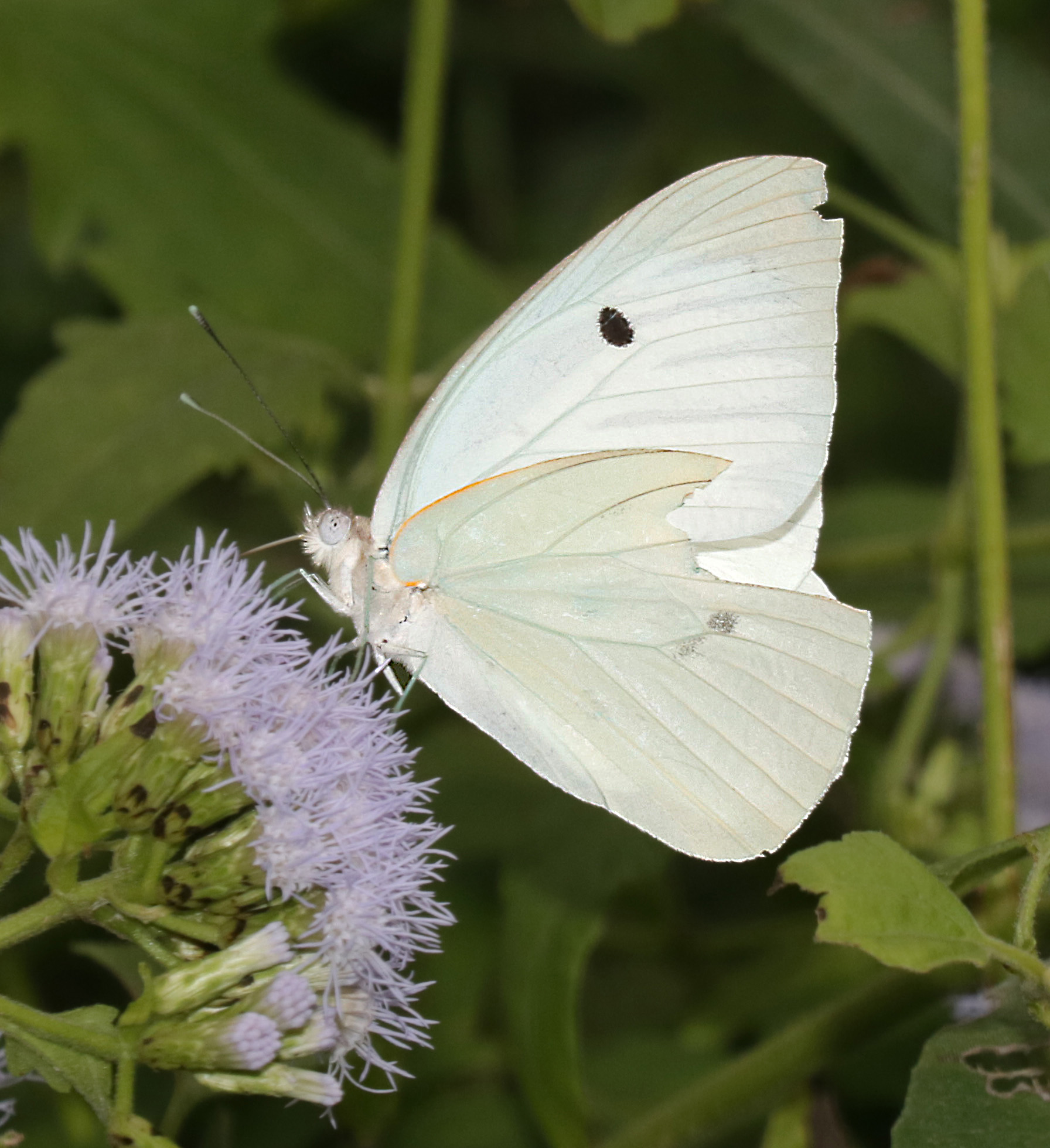
Flügelunterseite eines Männchens mit stark beschädigtem Hinterflügel

Ganyra josephina ist ein in Amerika vorkommender Schmetterling (Tagfalter) aus der Familie der Weißlinge (Pieridae).

## Merkmale

### Falter
Mit einer Flügelspannweite von 73 bis 96 Millimetern zählen die Falter zu den großen Weißlingsarten. Im englischen Sprachgebrauch wird die Art deshalb als Giant White (Riesiger Weißling) bezeichnet. Bezüglich der Flügelfärbung besteht zwischen den Geschlechtern ein schwacher Sexualdimorphismus. Sämtliche Flügeloberseiten zeigen bei den Männchen in der Regel eine rein weiße Farbe, von der sich lediglich ein schwarzer Diskalfleck auf der Vorderflügeloberseite abhebt. Bei einigen Exemplaren sind neben dem Diskalfleck weitere, meist undeutliche schwarze Flecke erkennbar. Diese sind bei den weiblichen Faltern hingegen deutlich ausgeprägt und sie haben zuweilen eine gelbliche Grundfärbung und zeigen schwärzliche Adern. Die Vorderflügelunterseiten sind bei beiden Geschlechtern weiß, die Unterseite der Hinterflügel zeigt cremig weiße bis weißgelbe Färbungen, die bei den Weibchen zumeist kräftiger gelb bestäubt sind als bei den Männchen.

### Raupe
Junge Raupen haben eine orange gelbe Grundfarbe und einen auffällig großen bräunlichen Kopf. Über die gesamte Körperoberfläche sind schwarze Punkte verteilt. Ausgewachsen nehmen die Raupen eine grasgrüne Farbe an und sind sehr kurz dunkel beborstet. Sie zeigen auf jedem Körpersegment schmale, dunkelblaue Querlinien sowie einen zuweilen unterbrochenen gelben Seitenstreifen.

### Puppe
Die Puppe wird als Gürtelpuppe an Zweigen befestigt. Sie hat eine grüne Farbe und zeigt einige schwarze Punkte sowie am Abdomen schwarze Spitzen. An jeder Seite befindet sich ein schwarzer Dorn. Vom Kopf erstreckt sich ein langes, gerades, hellgrünes Horn.

### Ähnliche Arten
Die Falter von Ascia monuste sind im Durchschnitt etwas kleiner und unterscheiden sich durch die türkisfarbenen Spitzen der Fühlerkolben.

## Verbreitung, Vorkommen und Unterarten
Ganyra josephina kommt vom Süden der USA durch Mittelamerika bis in den Norden Südamerikas vor.
Neben der in Hispaniola vorkommenden Nominatform Ganyra josephina josephina werden folgende Unterarten geführt:
- Ganyra josephina josepha (Texas, Mexiko, Guatemala, Honduras, Nicaragua)
- Ganyra josephina krugii (Puerto Rico)
- Ganyra josephina menciae (Kuba)
- Ganyra josephina janeta (Venezuela)
- Ganyra josephina paramaryllis (Jamaika)

Die Art besiedelt in erster Linie lichte, trockene, subtropische Wälder.

## Lebensweise

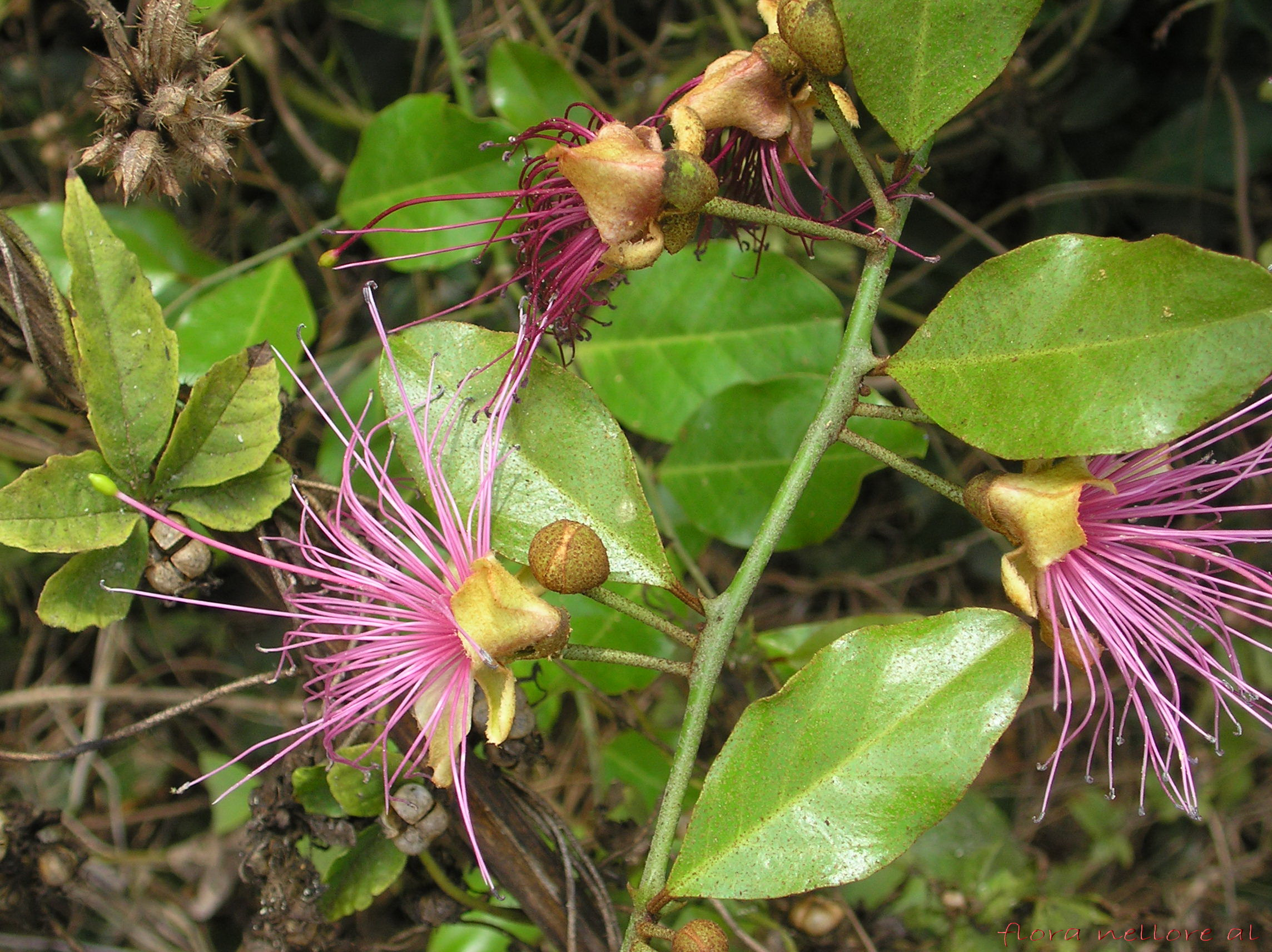
Capparis zeylanica, eine Nahrungspflanze der Raupen

Die Falter fliegen in fortlaufenden Generationen das ganze Jahr hindurch. Sie legen zuweilen weite Strecken zurück, gelten jedoch nicht als typische Wanderfalter. Zur Nektaraufnahme besuchen sie die Blüten von Wandelröschen- (Lantana), Wasserdost- (Eupatorium) oder Bougainvillea-Arten. Die Weibchen legen die Eier einzeln an ausgereiften Blättern der Nahrungspflanze ab. Ein Weibchen kann bis zu 300 Eier produzieren. Die Raupen ernähren sich bevorzugt von den Blättern von Kaperngewächsen (Capparaceae), beispielsweise von Capparis zeylanica (Syn. Capparis baducca), Capparis ferroginea oder Forchhammeria hintonii.